# HD221907
HD221907 — хімічно пекулярна зоря спектрального класу A2, що має видиму зоряну величину в смузі V приблизно  6,5.
Вона  розташована на відстані близько 210,3 світлових років від Сонця.

## Фізичні характеристики
Зоря HD221907 обертається 
порівняно повільно 
навколо своєї осі. Проєкція її екваторіальної швидкості на промінь зору становить  Vsin(i)= 42км/сек.